# Hans Staininger
Hans Staininger (1508? – 28 de setembro de 1567) foi prefeito de Braunau am Inn e famoso por sua longa barba de quase dois metros.
Reza a lenda que, enquanto fugia de um incêndio, Staininger esqueceu de guardar a barba no bolso — como usualmente fazia — e acabou por tropeçar nela, rolou escada abaixo e quebrou o pescoço. Tal acontecimento nunca foi provado, mas sabe-se que depois de morto sua barba foi removida e guardada como relíquia de família. Em 1911, a barba e outros pertences foram entregues à cidade para exposição no Bezirksmuseum de Braunau am Inn.